# NGC 5133
NGC 5133 est une galaxie lenticulaire située dans la constellation de la Vierge. Sa vitesse par rapport au fond diffus cosmologique est de 6 463 ± 24 km/s, ce qui correspond à une distance de Hubble de 95,3 ± 6,7 Mpc (∼311 millions d'al). NGC 5133 a été découverte par l'astronome français Édouard Stephan en 1881.